# Будь классным, Скуби-Ду!
«Будь классным, Скуби-Ду!» (англ. Be Cool, Scooby-Doo!) — американский мультсериал о приключениях Скуби-Ду и его друзей. Премьера в США состоялась 5 октября 2015.

## Сюжет
Корпорация «Тайна» ведёт расследования самых загадочных преступлений, касающихся разных монстров.
Лидером команды является 16-летний парень Фред Джонс. Он очень любит командовать, а также ставить ловушки. Ему помогают 14-летняя учёная Велма Динкли, 15-летний парень Шэгги Роджерс, 15-летняя красавица Дафна Блейк, а также трусливый немецкий дог Скуби-Ду, которому по человеческим меркам 7 лет. В каждой серии команда раскрывает преступления и, в итоге, в конце каждой серии оказывается что монстр был ненастоящим а под его маской скрывался преступник. В основном только Шэгги и Скуби боятся и убегают от монстров в каждой серии. Но есть и плюсы: они могут найти какую-нибудь важную улику или заманить монстра в ловушку.

## Эпизоды

### Обзор серий
| Сезон | Серии | Серии | Даты показа      | Даты показа     | Даты показа     |
| Сезон | Серии | Серии | Первая серия     | Последняя серия | Канал           |
| ----- | ----- | ----- | ---------------- | --------------- | --------------- |
| 1     | 26    | 20    | 5 октября 2015   | 12 марта 2016   | Cartoon Network |
| 1     | 26    | 6     | 20 июня 2017     | 20 июня 2017    | Boomerang       |
| 2     | 26    | 15    | 28 сентября 2017 | 22 декабря 2017 | Boomerang VOD   |
| 2     | 26    | 11    | 8 марта 2018     | 18 марта 2018   | Boomerang       |

### Первый сезон (2015–2017)
| № общий | № в сезоне | Название                                                                            | Режиссёр                  | Автор сценария | Дата премьеры   | Зрители США (млн) |
| ------- | ---------- | ----------------------------------------------------------------------------------- | ------------------------- | --- | --------------- | ----------------- |
| 1       | 1          | «Дело 101» «Mystery 101»                                                            | Шонт Нигогосян            | Джон Колтон Бэрри | 5 октября 2015  | 1.35              |
| 2       | 2          | «Игра цыплёнка» «Game of Chicken»                                                   | Джефф Медников            | Сюжет : Кен Дейли и Джон Матта Телесценарий : Кен Дейли, Джон Матта и Джон Колтон Бэрри                               | 6 октября 2015  | 1.08              |
| 3       | 3          | «Все лапы на борт» «All Paws on Deck»                                               | Джефф Медников            | Сюжет : Джо Перди Телесценарий : Джо Перди и Джон Колтон Бэрри                                                        | 7 октября 2015  | 1.15              |
| 4       | 4          | «Правосудие пуделя» «Poodle Justice»                                                | Шонт Нигогосян            | Сюжет : Джо Балларини Телесценарий : Джо Балларини и Марли Халперн-Гразер                                             | 8 октября 2015  | 1.43              |
| 5       | 5          | «Грандиозный обман» «Grand Scam»                                                    | Джефф Медников и Энди Том | Сюжет : Кевин Крамер Телесценарий : Кевин Крамер и Джон Колтон Бэрри                                                  | 9 октября 2015  | 1.21              |
| 6       | 6          | «Мистическое пари» «Trading Chases»                                                 | Джеймс Кренцке            | Марли Халперн-Гразер                                                                                                  | 12 октября 2015 | 1.01              |
| 7       | 7          | «Тише, Скуби-Ду!» «Be Quiet, Scooby-Doo!»                                           | Джеймс Кренцке и Энди Том | Сюжет : Джастин Бекер и Стив Клеммонс Телесценарий : Джастин Бекер, Стив Клеммонс и Джон Колтон Бэрри                 | 15 октября 2015 | 1.37              |
| 8       | 8          | «Вечеринка в стиле 1899 года» «Party Like It’s 1899»                                | Энди Том                  | Джон Колтон Бэрри | 19 октября 2015 | 0.69              |
| 9       | 9          | «Призрак примадонны» «Screama Donna»                                                | Шонт Нигогосян            | Джон Колтон Бэрри | 20 октября 2015 | 0.69              |
| 10      | 10         | «Кухонный кошмар» «Kitchen Frightmare»                                              | Шонт Нигогосян            | Сюжет : Даррен Гродский и Дэнни Джейкобс Телесценарий : Джон Колтон Бэрри и Марли Халперн-Гразер                      | 21 октября 2015 | 0.76              |
| 11      | 11         | «Я, я и только я» «Me, Myself, и A.I.»                                              | Шонт Нигогосян            | Сюжет : Кевин Флеминг и Роберт Йанас Телесценарий : Джон Марк Дематтейс и Джон Колтон Бэрри                           | 22 октября 2015 | 0.81              |
| 12      | 12         | «Зона 51 и последующие» «Area 51 Adjacent»                                          | Джеймс Кренцке            | Сюжет : Том Конкл Телесценарий : Том Конкл и Джон Колтон Бэрри                                                        | 23 октября 2015 | 0.87              |
| 13      | 13         | «Где завещание, там и призрак» «Where There’s a Will, There’s a Wraith»             | Джефф Медников            | Сюжет : Дуан Капиззи Телесценарий : Дуан Капиззи и Джон Колтон Бэрри                                                  | 28 октября 2015 | 1.11              |
| 14      | 14         | «Страшное Рождество» «Scary Christmas»                                              | Энди Том                  | Джон Колтон Бэрри | 10 декабря 2015 | 1.35              |
| 15      | 15         | «Не пойман — не вор» «If You Can’t Scooby-Doo the Time, Don’t Scooby-Doo the Crime» | Джефф Медников            | Сюжет : Стив Клеммонс Телесценарий : Стив Клеммонс, Джон Колтон Бэрри и Марли Халперн-Гразер                          | 6 февраля 2016  | 1.17              |
| 16      | 16         | «Гремлин на борту» «Gremlin on a Plane»                                             | Джеймс Кренцке            | Сюжет : Эми Вольфрам Телесценарий : Эми Вольфрам и Джон Колтон Бэрри                                                  | 13 февраля 2016 | 0.97              |
| 17      | 17         | «Проклятие магических вкусняшек» «Sorcerer Snacks Scare»                            | Шонт Нигогосян и Энди Том | Сюжет : Джози Кэмпбелл и Марли Халперн-Гразер Телесценарий : Джози Кэмпбелл, Марли Халперн-Гразер и Джон Колтон Бэрри | 20 февраля 2016 | 0.95              |
| 18      | 18         | «Сага о болотном монстре» «Saga of the Swamp Beast»                                 | Джеймс Кренцке            | Сюжет : Тэб Мёрфи Телесценарий : Тэб Мёрфи и Джон Колтон Бэрри                                                        | 27 февраля 2016 | 1.14              |
| 19      | 19         | «Не мёрзни, Скуби-Ду!» «Be Cold, Scooby-Doo!»                                       | Джефф Медников            | Сюжет : Стив Клеммонс Телесценарий : Джон Марк Дематтейс и Джон Колтон Бэрри                                          | 5 марта 2016    | 1.05              |
| 20      | 20         | «Гигантские проблемы» «Giant Problems»                                              | Джефф Медников            | Сюжет : Джон Марк Дематтейс Телесценарий : Джон Марк Дематтейс и Джон Колтон Бэрри                                    | 12 марта 2016   | 1.05              |
| 21      | 21         | «Переполох на ферме» «Eating Crow»                                                  | Джеймс Кренцке            | Сюжет : Джози Кэмпбелл Телесценарий : Джози Кэмпбелл, Джон Колтон Бэрри и Марли Халперн-Гразер                        | 20 июня 2017    | N/A               |
| 22      | 22         | «Скуби говорит Да» «I Scooby-Dooby Do»                                              | Энди Том                  | Сюжет : Джози Кэмпбелл и Марли Халперн-Гразер Телесценарий : Джози Кэмпбелл и Джон Колтон Бэрри                       | 20 июня 2017    | N/A               |
| 23      | 23         | «Эль Бандито» «El Bandito»                                                          | Джеймс Кренцке            | Сюжет : Томас Пагсли Телесценарий : Томас Пагсли и Джон Колтон Бэрри                                                  | 20 июня 2017    | N/A               |
| 24      | 24         | «Сорвиголова» «Into the Mouth of Madcap»                                            | Джефф Медников            | Сюжет : Дуан Капиззи Телесценарий : Дуан Капиззи и Джон Колтон Бэрри                                                  | 20 июня 2017    | N/A               |
| 25      | 25         | «Сценарий с викингами» «The Norse Case Scenario»                                    | Энди Том                  | Сюжет : Джози Кэмпбелл и Марли Халперн-Гразер Телесценарий : Джози Кэмпбелл и Джон Колтон Бэрри                       | 20 июня 2017    | N/A               |
| 26      | 26         | «Народ против Фреда Джонса» «The People vs. Fred Jones»                             | Джеймс Кренцке            | Сюжет : Колдуэлл Таннер Телесценарий : Джон Колтон Бэрри                                                              | 20 июня 2017    | N/A               |

### Второй сезон (2017–2018)
| № общий | № в сезоне | Название                                                              | Режиссёр       | Автор сценария                                                             | Дата премьеры    | Зрители США (млн) |
| ------- | ---------- | --------------------------------------------------------------------- | -------------- | -------------------------------------------------------------------------- | ---------------- | ----------------- |
| 27      | 1          | «Фреду нужен отпуск» «Some Fred Time»                                 | Джефф Медников | Джон Колтон Бэрри                                                          | 21 декабря 2017  | N/A               |
| 28      | 2          | «Оборотень» «There Wolf»                                              | Джеймс Кренцке | Джон Колтон Бэрри                                                          | 21 декабря 2017  | N/A               |
| 29      | 3          | «Страшный шут» «Renn Scare»                                           | Энди Том       | Бен Джозеф                                                                 | 21 декабря 2017  | N/A               |
| 30      | 4          | «Как победить в себе труса» «How to Train Your Coward»                | Джефф Медников | Джон Колтон Бэрри                                                          | 21 декабря 2017  | N/A               |
| 31      | 5          | «Худший на выставке» «Worst in Show»                                  | Джеймс Кренцке | Джон Марк Дематтейс                                                        | 21 декабря 2017  | N/A               |
| 32      | 6          | «Тайны в затерянном экспрессе» «Mysteries on the Disorient Express»   | Рон Рубио      | Том Конкл                                                                  | 21 декабря 2017  | N/A               |
| 33      | 7          | «Хэллоуин» «Halloween»                                                | Энди Том       | Джон Колтон Бэрри                                                          | 28 сентября 2017 | N/A               |
| 34      | 8          | «Проклятие Каньяку» «The Curse of Kaniaku»                            | Джеймс Кренцке | Даррик Бахман                                                              | 21 декабря 2017  | N/A               |
| 35      | 9          | «Голосуйте за Велму» «Vote Velma»                                     | Энди Том       | Кевин Крамер                                                               | 21 декабря 2017  | N/A               |
| 36      | 10         | «Скряга-Ду» «Scroogey Doo»                                            | Рон Рубио      | Том Конкл                                                                  | 30 ноября 2017   | N/A               |
| 37      | 11         | «В космосе» «In Space»                                                | Джеймс Кренцке | Уилл Шифрин                                                                | 22 декабря 2017  | N/A               |
| 38      | 12         | «Не беспокоить!» «Doo Not Disturb»                                    | Джеймс Кренцке | Том Конкл                                                                  | 22 декабря 2017  | N/A               |
| 39      | 13         | «Немое кино» «Silver Scream»                                          | Рон Рубио      | Кевин Крамер                                                               | 22 декабря 2017  | N/A               |
| 40      | 14         | «Ловкость рук» «Fright of Hand»                                       | Энди Том       | Кайл Стэффорд                                                              | 22 декабря 2017  | N/A               |
| 41      | 15         | «Приключение в Греции» «Greece is the Word»                           | Джеймс Кренцке | Джон Марк Дематтейс                                                        | 22 декабря 2017  | N/A               |
| 42      | 16         | «Американская готика» «American Goth»                                 | Энди Том       | Майкл Луди                                                                 | 8 марта 2018     | N/A               |
| 43      | 17         | «Омлеты навсегда» «Omelettes are Forever»                             | Рон Рубио      | Джон Колтон Бэрри                                                          | 9 марта 2018     | N/A               |
| 44      | 18         | «Привидение в „Мистической машине“» «Ghost in the Mystery Machine»    | Джеймс Кренцке | Джон Колтон Бэрри                                                          | 10 марта 2018    | N/A               |
| 45      | 19         | «Ледяное сердце» «Naughty or Ice»                                     | Рон Рубио      | Либби Уорд                                                                 | 11 марта 2018    | N/A               |
| 46      | 20         | «Кошмарные шорты» «Night of the Upsetting Shorts»                     | Энди Том       | Кайл Стэффорд                                                              | 12 марта 2018    | N/A               |
| 47      | 21         | «Монстр на свалке» «Junkyard Dogs»                                    | Джеймс Кренцке | Томас Краевский                                                            | 13 марта 2018    | N/A               |
| 48      | 22         | «Протеиновые титаны 2» «Protein Titans 2»                             | Энди Том       | Кайл Стэффорд                                                              | 14 марта 2018    | N/A               |
| 49      | 23         | «Мир колдовства» «World of Witchcraft»                                | Рон Рубио      | Тэб Мёрфи                                                                  | 15 марта 2018    | N/A               |
| 50      | 24         | «Профессор Ха? Первая часть» «Professor Huh? Part 1»                  | Джеймс Кренцке | Джон Колтон Бэрри                                                          | 16 марта 2018    | N/A               |
| 51      | 25         | «Профессор Ха? Шестая часть и три четверти» «Professor Huh? Part 6 ¾» | Рон Рубио      | Сюжет : Джон Колтон Бэрри Телесценарий : Джон Колтон Бэрри и Кайл Стэффорд | 17 марта 2018    | N/A               |
| 52a     | 26a        | «Пицца О’Поссум» «Pizza O’Possum’s»                                   | Джефф Медников | Джефф Медников                                                             | 18 марта 2018    | N/A               |
| 52b     | 26b        | «Проклятые сокровища Полу-бороды» «The Curse of Half-Beard’s Booty»   | Джефф Медников | Джефф Медников                                                             | 18 марта 2018    | N/A               |